# Broomfield, Essex
Broomfield är en by och en civil parish i Chelmsford i Essex i England. Orten har 3 971 invånare (2001). Byn nämndes i Domedagsboken (Domesday Book) år 1086, och kallades då Brumfelda.